# 張伯苓
张伯苓（1876年4月5日—1951年2月23日），名寿春，字伯苓，以字行，天津人，中国近代教育家、体育活动家、政治家。张伯苓早年毕业于北洋水师学堂航海科，曾在美国哥伦比亚大学研修高等教育，上海圣约翰大学、美国哥伦比亚大学名誉博士。张伯苓是以南开大学、南开中学等为代表的南开系列学校的创始人及首任校长，亦是国立西南联合大学创始人和常务委员之一，他還曾擔任中华全国体育协进会理事长，以及考試院行憲後首任院长。
张伯苓於西元1895年毕业于北洋水师学堂，曾在北洋水師实习并亲历甲午海战和北洋水师的覆没，退役回到天津后转而兴办教育，适逢天津绅士严修倡导兴办新学，聘张伯苓主持严氏家塾，此后张一生从事教育事业，创办南开中学、南开大学等南开系列学校，接办自贡蜀光中学，从南开派员支援东北大学并义务担任东北大学校董会委员，参与创建国立西南联合大学并担任常务委员。因创办新式教育，张伯苓被尊称为“中国现代教育的一位创造者”，作为中国奥林匹克运动的先驅，因其领导的南开中学在1908年提出奥运三问而被誉为“中国奥运第一人”。晚年，张伯苓曾介入政治领域，担任第一屆國民大會代表及考试院院长，同时与蔣中正、周恩来等人交好，在第二次国共内战结束后一度在海峡两岸评价两极化。直至1980年代，海峡两岸对张伯苓的评价趋于一致：张伯苓不仅是南开的旗帜，也是中国近代教育领域一个颇为独特的成功者。
张伯苓妻子王淑贞，二人育有四子。除四子逝于抗日战争时期外，其余子女均在文化大革命时期受到迫害。

## 生平

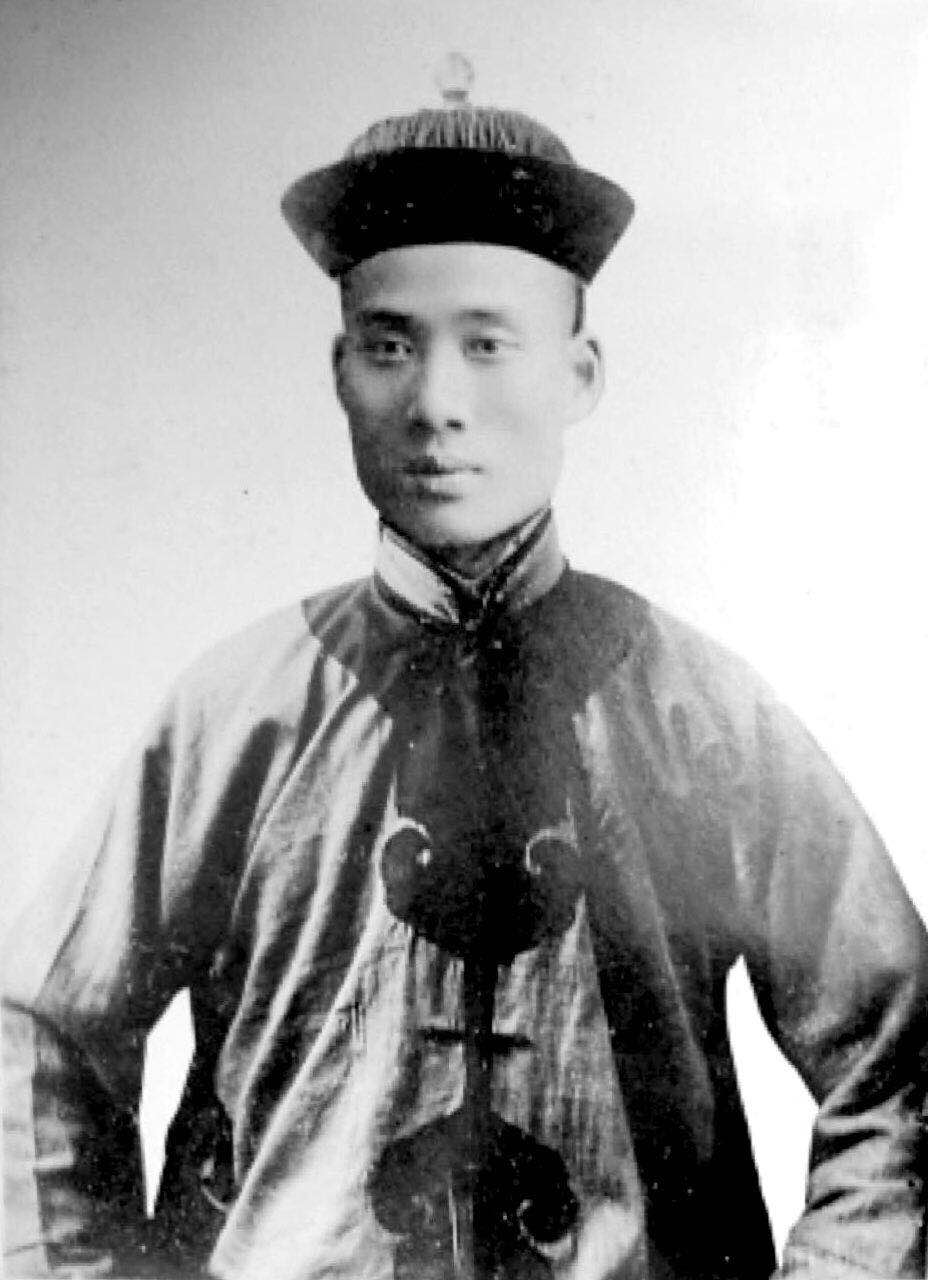
着清军军服的张伯苓

### 早年生涯
1876年，时值清光绪二年，张伯苓出生于天津。1882年，张伯苓6岁时入私塾开始读书。1891年，张伯苓考入北洋水師学堂航海科学习驾驶。报考北洋水师学堂的原因有三，其一，该校为公费，可减轻家庭负担；其二，海军为当时新创兵种，天津为港口城市，故海军在当时被认为前程远大；其三，张伯苓有从军报国的志向。
在学习期间，1894年，张伯苓以最优等第一名毕业于北洋水师学堂，与18位完成学业的同学被派往北洋水师实习，随舰队参加了甲午战争并目睹了北洋水师的全军覆没。此后，由于无军舰进行实习，张伯苓只好回到天津的家中等候派遣。1895年9月，张伯苓自北洋水师学堂航海科第五届毕业。同年冬，张伯苓娶天津宜兴埠安氏，但婚后五日，安氏因结核病去世。1896年春，奉父母之命，张伯苓续娶王淑贞，婚后不久即被派赴通济号练习舰服务。1898年，继日本之后，英国强租威海卫，清廷派大员乘通济舰赴山东办理接收及转让手续，张伯苓随该舰前往。该舰到达威海卫的第一天即降下日本国旗，升起大清的黄龙旗。第二天，又降下大清的黄龙旗，升起英国国旗。张伯苓目睹此次“国帜三易”的接收及转让仪式，感觉丧权辱国。自威海卫归来后，张伯苓认为通过参加海军报国无望，乃决定退役。

### 创办南开中学
张伯苓退役回到天津后，适逢天津绅士严修倡导兴办新学。1898年，严修聘张伯苓主持严氏家塾，即“严馆”。张伯苓在严馆任教期间，除教学生学习英文、数学及理化外，还提倡体育教育，让学生学习跳高，在当时属罕见之举。1901年，天津绅商王奎章也聘请张伯苓在王氏家塾，即“王馆”任教，教育其子侄。此后，张伯苓在“严馆”、“王馆”之间奔波，在两馆的教学方法大体相同，附读的学生逐年增多，教法及设备尚不完备。同年，严修与张伯苓商议创办蒙养小学堂，第二年扩充后，改名为天津民立第一小学堂。
1903年，严修被袁世凯任命为直隶学校司督办，在严修、王奎章的支持下，张伯苓乘暑假赴日本考察教育。1904年5月，张伯苓和严修再度赴日本考察，四个月后回国，决定成立中学。他们遂以严馆、王馆为基础，于1904年10月17日在严修家的偏院成立私立中学堂，张伯苓任该学堂监督。该学堂收有原严馆、王馆的学生，并从社会上招收了梅貽琦、金邦正、喻传鉴等學生。1904年底，按照严修的意见，张伯苓将学堂更名为“私立敬业中学堂”，取“肃敬受业”之意。一年之后，因按照清政府的规定，学堂名称必须表明其资金来源及性质，该学堂又更名为“私立第一中学堂”。后来，天津士绅郑菊如将自己在天津城南水闸旁的一块十余亩的土地捐给私立第一中学堂，以扩建校舍。1909年，张伯苓在西沽公理会教堂受洗为基督徒。
1911年，清华学校代理总办范源濂聘请张伯苓到北京出任清华学校教务长，总揽清华学校校务，对清华学校的学生课业进行了改革。由此，张伯苓开始往返于天津、北京两地，兼顾北京的清华学校与天津的私立第一中学堂。对此张伯苓曾说：“我是个保姆，同时抚养两个小孩儿。”在清华学校任职约半年后，张伯苓辞去了清华学校教务长一职。此次在清华学校任职期间，张伯苓对清华学校推行的美国教育方式印象深刻，此后他尝试将美式教育引入私立第一中学堂，并取得了一定的成果。
1911年，直隶提学使傅增湘饬令将北洋客籍学堂和长芦官立中学堂并入私立第一中学堂。由此，原本拨给前两所学堂的经费也一并拨给私立第一中学堂。由于接受公款，私立第一中学堂遂更名为“公立南开中学堂”，一是表明资金来源的改变，二是表明学堂的所在地，“南开”二字最初的含义是天津城西南的开洼地的意思。1915年，张伯苓短期代理直隶女子师范学校校长。

### 创办南开大学

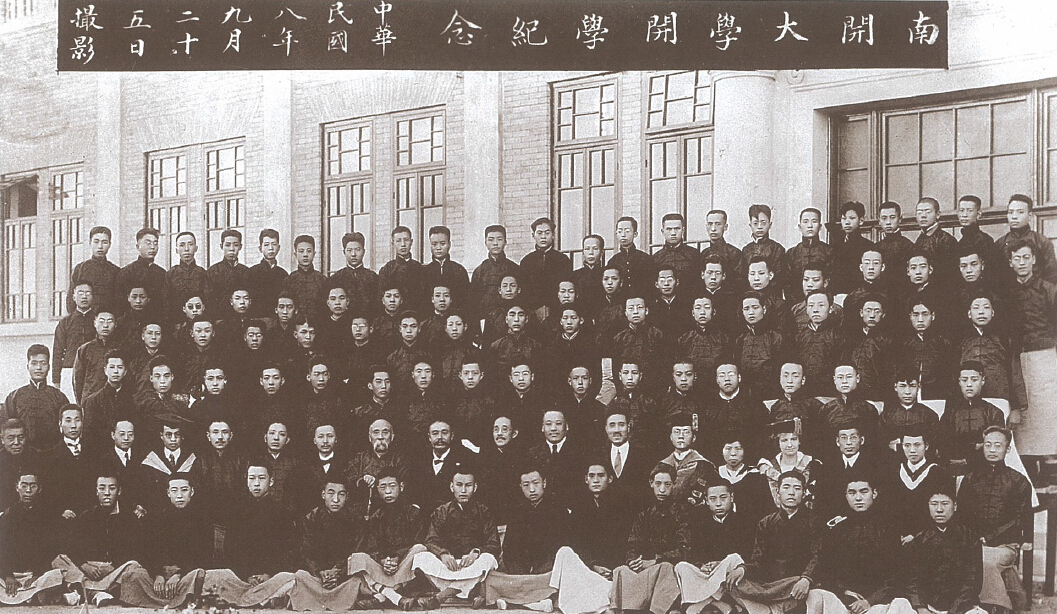
1919年9月25日南开大学开学纪念合影，第二排右七为张伯苓，第二排右九为严修，最后一排左一为周恩来

1916年，张伯苓尝试创建南开学校的专门部和高等师范班，一年后便宣告失败。1917年8月，张伯苓自费赴美国哥伦比亚大学教育学院研修高等教育，在校期间向约翰·杜威、桑代克、克伯屈等人学习教育学等，并在课余时间走访了大学和中小学近50所，特别注意考察私立大学，期间张拜访了一些教育学家，比如与凯尔·鲍德里教授就中美教育等问题进行讨论。
1918年冬，张伯苓归国後，组织南开大学筹备委员会，并为南開大学的筹建而奔走，先后面见傅增湘、梁士诒、曹汝霖、周自齐等政要及学者，商讨筹建大学事宜并募集资金。其中，天津籍江苏督军李纯立遗嘱将家产的四分之一捐予南开大学。1919年春，张伯苓主持在南开中学南端空地建设大学部的教室，当年秋季落成。9月5、6日，南开学校大学部举行大学新生人学考试，25日，在社会贤达捐助的支持下，南开学校大学部正式開校，成为张伯苓办学生涯的一个里程碑。1921年，南开学校大学部正式更名为“天津私立南开大学”。

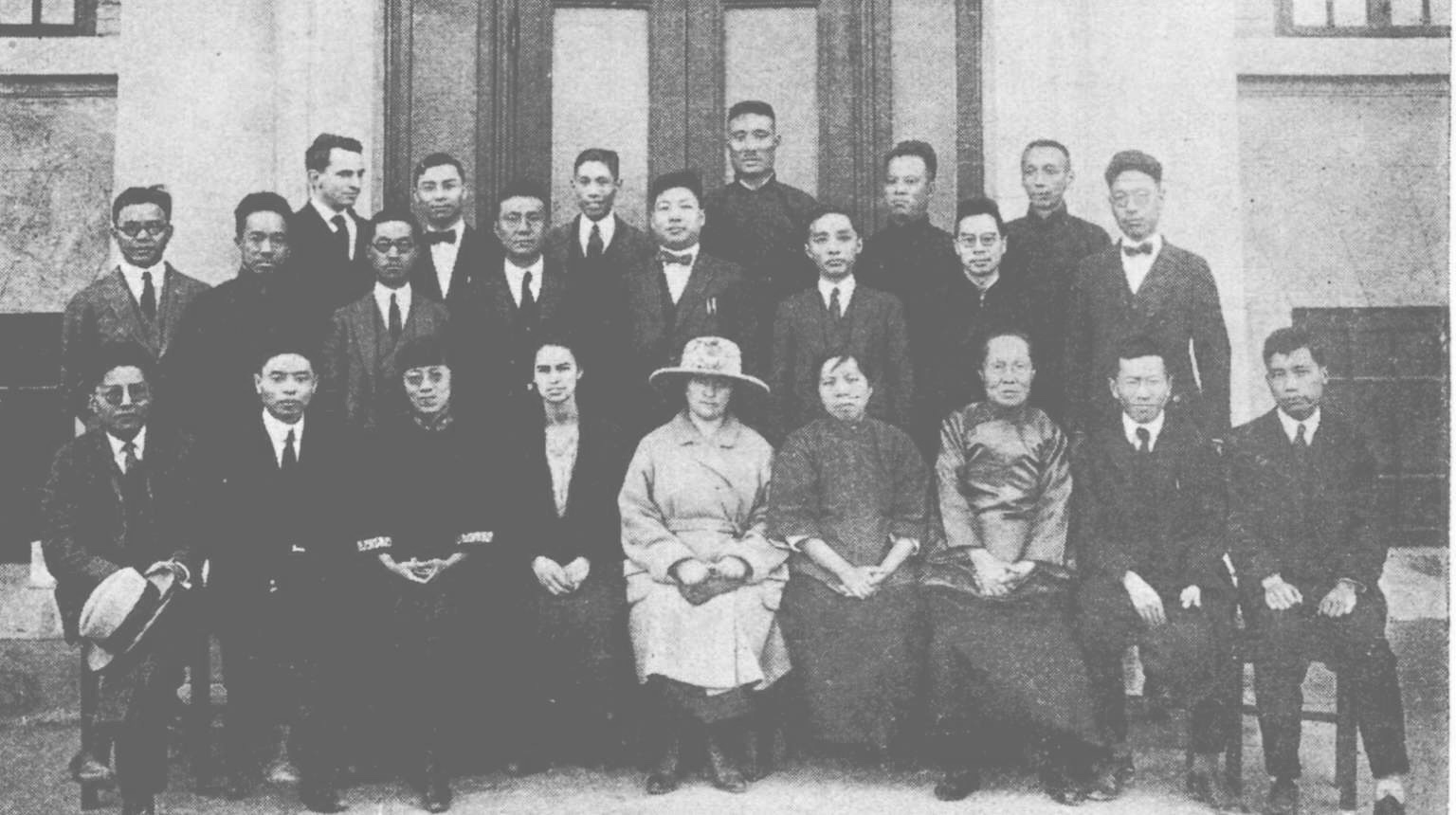
1923年张伯苓与南开大学教师合影

1922年，张伯苓多方接触，以求建设南开大学。1月17日，张伯苓与梁启超、张君劢、张东荪等人洽谈，拟在南开大学筹建东方文化研究院。3月，张伯苓与哈佛大学洽谈援助南开大学工科事宜。同年，中华业余运动联合会创立，张伯苓出任会长，一直任至1924年该会同中华体育协会合并成立中华全国体育协进会，被推举为名誉会长。1933年，中华全国体育协进会召开第二次代表大会，張伯苓继续当选为名譽會長。1935年，该会召开第三次代表大会，取消会长一职，主任幹事改為總幹事，張伯苓继续担任负责人。
1923年，南開女子中学開校。1924年2月，张伯苓受邀担任清华大学筹备顾问。同年，南开大学学生宁恩承在《南大周刊》发表了名为《轮回教育》的文章，认为当时的教育已陷入一种无法自拔的“轮回”怪圈。这种教育无法救国，学生的学习无法为社会服务。该文一度令南大师生关系紧张，但在张伯苓的冷处理下渐渐缓和，张伯苓开始反思效仿欧美教育体制的缺点。不久，南开大学教务会议决定，除英文课外，所有课程均改用国语讲授。

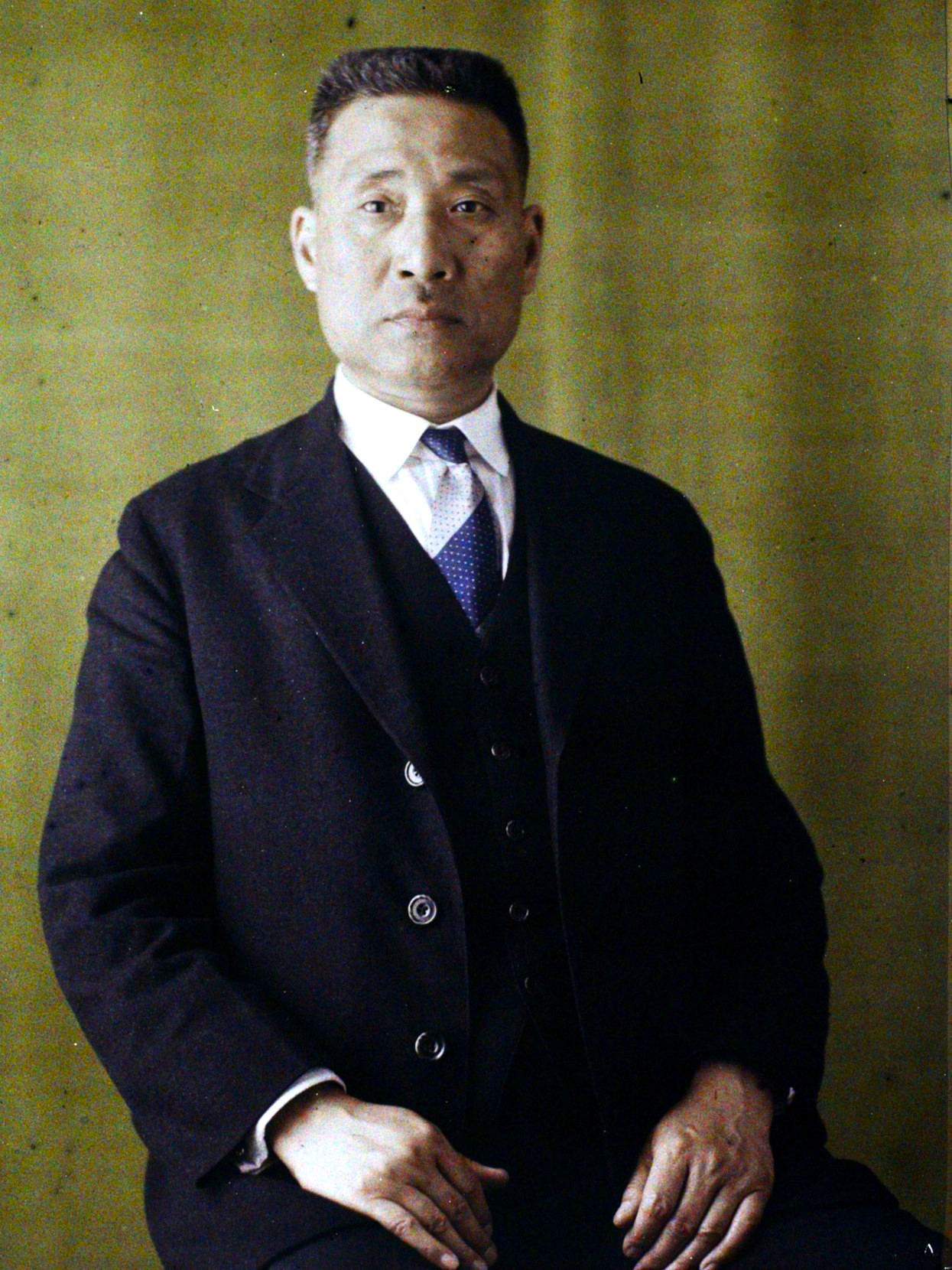
1929年的张伯苓

1926年，张伯苓邀请在美国耶鲁大学取得经济学博士学位的何廉到南开大学任教。何廉接受了张伯苓的聘任邀请，提议设立一个独立不隶属于任何学科的研究机构，得到张的支持。1927年9月，在何廉倡议、张伯苓的支持下，南开大学经济研究所的前身南开大学社会经济研究委员会成立，逐渐发展成为公认的民国时期研究中国经济的权威机构。1928年，成立天津南開小學，由此包括小学、中学、大学的南开系列学校成形。1932年，在张伯苓的支持下，南开大学创办了应用化学研究所。
1928年4月，张伯苓由傅恩龄陪同到东北地区多地进行实地考察并获取了大量基础资料，随后派南开大学蒋廷黻等多名学者前往东北地区考察研究，并在三年后形成了《东北地理教本》揭露了日本侵华的动机，被学界认为是1937年南开大学、南开中学遭到日军轰炸的原因之一。1928年，张伯苓主持制定了《南开大学发展方案》，提出“知中国、服务中国”的办学宗旨。
1928年12月14日至1929年9月13日，时任南开大学校长的张伯苓游历欧美各国，募集办学经费，并代表中国参加日内瓦世界教育会议。期间，1929年4月时，北京协和医学院董事会改选，张伯苓受邀担任校董。1929年6月，张抵达法国后，应法国国家社会与政治委员会之邀，在巴黎高等师范学院发表题为《中国之国民教育问题》的演讲。
1930年春，实业家章瑞庭将其在天津西郊章氏私立第一小学、章氏私立第二小学两所学校，交由张伯苓管理，两校即已成为南开中学的附属小学。同年，张学良亲任校长的东北大学出现了副校长请辞的管理危机，聘任宁恩承担任东北大学秘书长并代理校长职务，宁几经请辞留任并得到张伯苓的支持。张伯苓派出南开“四大金刚”之一的孟琴襄到东北大学支援校务管理，并亲自义务担任东北大学委员会委员。
南开大学实行校董事会下的校长负责制。1932年，校董事会的董事为严智怡、颜惠庆、陶孟和、胡适、李组绅、李琴湘、卞俶成、王秉喆、丁文江等九人。同年，张伯苓当选斐陶斐励学会全国总会会长。1933年12月24日，张伯苓列席南开学校召开董事会，商议南开大学接办海军医学院的相关事宜，最终未能成功。
在张伯苓的主持下，南开大学的资产及人才储备逐渐丰厚。到1934年，整个南开学校的校产总值约为三百多万银元，在同期的二十所私立大学中，南开大学接受国家补助的金额仅次于中法大学，排名第二。南开大学接受的社会捐助也位居私立大学前列。

### 抗日战争时期

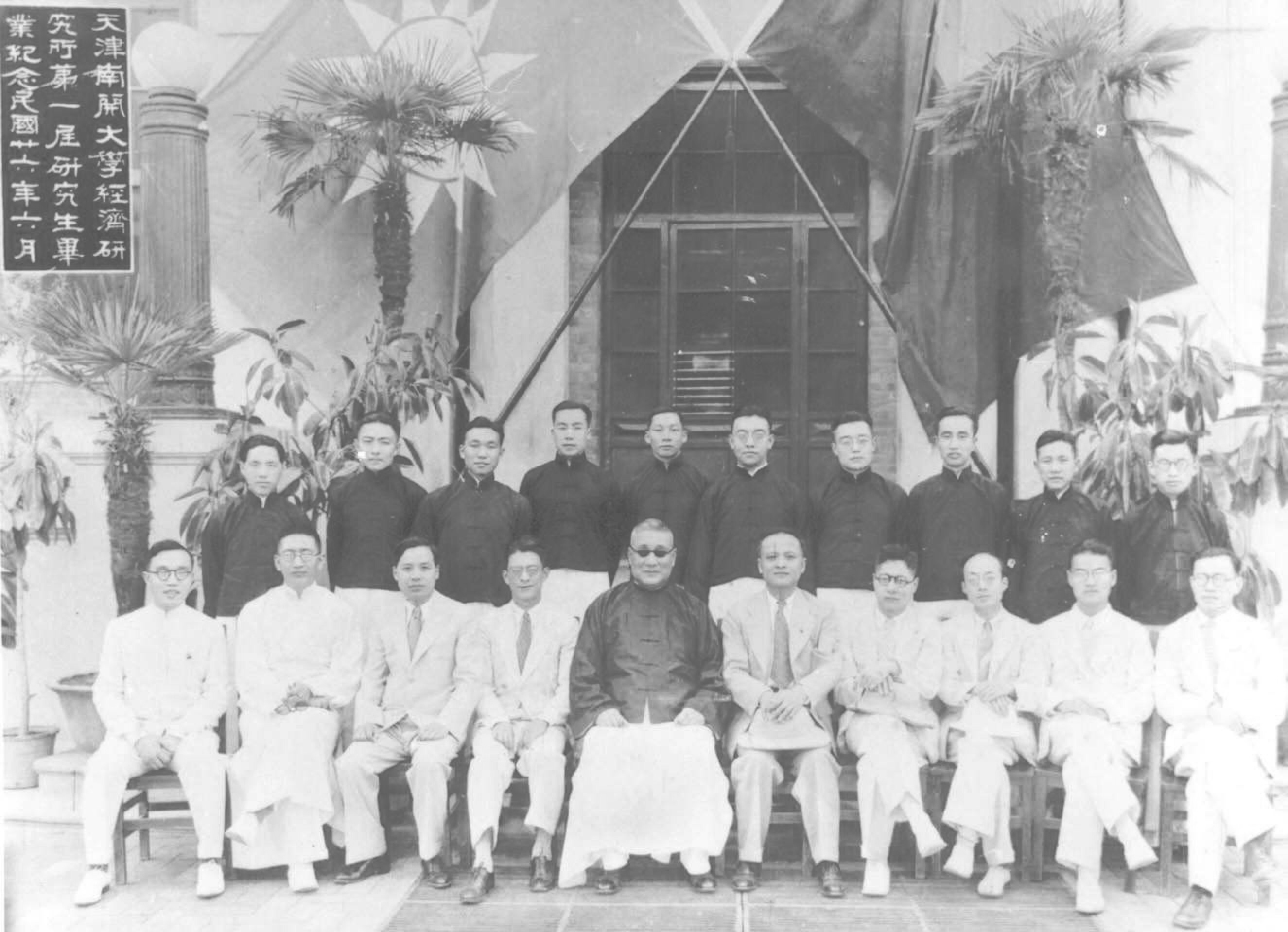
1937年张伯苓与南开大学经济研究所第一届研究生毕业生合影

九一八事变后，华北日益受到日本威胁。1935年，张伯苓亲赴重庆考察后，决定在重庆建立南开中学。1936年夏，校舍落成，定名“南渝中学”，并于同年9月开学，即“重庆南开中学”。抗日战争前夕，校长张伯苓因担心南开大学遭到日军侵袭、对日军进行事先防范，在日军占领天津前，将南开大学经济研究所迁至重庆南开中学校内忠恕图书馆的底楼，并将南开经济研究所十余年的积累的127箱、21,000卷图书资料、调查研究材料也于日军炸毁南开大学前装箱南运，经香港、越南海防等地中转运抵重庆。

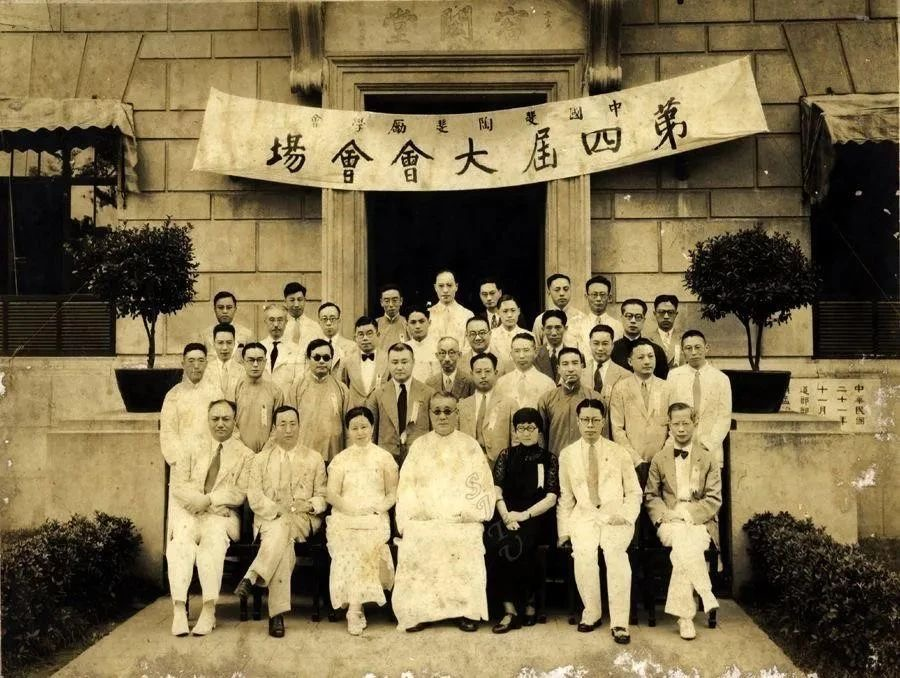
张伯苓在中国斐陶斐励学会第四届大会，前排正中间为会长、南开大学校长张伯苓，前排右二为副总干事、南开大学教授杨石先

1937年前半年，国民政府已有建设西南基地的构想。當時蔣中正曾有请张伯苓出掌四川大学的设想，但被张伯苓以“在先与严范孙先生有誓约，愿终身办理南开”婉拒。7月，张伯苓在川康盐务管理局局长缪秋杰的力邀下到自贡市考察。7月29日，日军轰炸南开大学，张伯苓得知后感到震惊，在南京接受记者采访，包括中央社的记者采访时，曾直白地表达过：“我自己的事业完了。”30日晨，时任国民政府教育部长王世杰向张伯苓表示慰问并表示:“大变敉平，政府必负责恢复该校旧有规模。”30日下午，张伯苓向《中央日報》记者表示已在南京成立南开办事处，并发表谈话称：“敌人此次轰炸南开，被毁者为南开之物质，而南开之精神，将因此挫折而愈益奋励；故本人对于此次南开物质上所遭受之损失，绝不挂怀，更当本创校一贯精神，而重为南开树立一新生命。”8月，得知南开大学校舍被日军炸毁后，自贡市蜀光中学的20多位校董联名邀请张伯苓接办蜀光中学并推举他为曙光中学校董会董事长。张伯苓出任董事长后，令南开“四大金刚”之一的喻传鉴兼任蜀光中学校长。

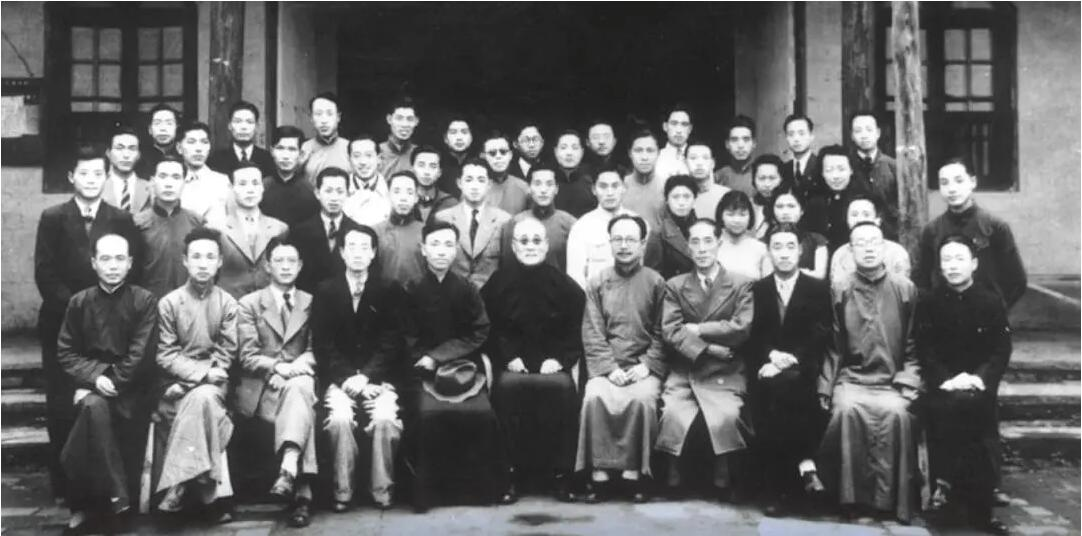
1939年秋张伯苓与国立西南联合大学师范学院师生合影

1938年1月，教育机构迁至昆明，南开大学、北京大学、清華大学联合组成西南聯合大学，張伯苓出任校務委員会常務委員。此外，他还担任重庆中学校长。同年7月，他出任第一屆国民参政会副議長，积极支持蔣中正，多次参与蒋中正针对国民参政会中其它政党议案的对策。1939年，教育部组织图书征集委员会，张伯苓任会长。1940年9月，张伯苓参加第二届国民参政会，被选为主席团副主席。在国民参政会主持会议时，虽然张伯苓多次申明持有中立立场、不会偏袒，但其难免有时与中共代表意见相左，而会场之中张氏常常难以协调各方矛盾。张伯苓曾谈及国民参政会表示：“会上意见不一样，常常是吵吵闹闹，我发表意见，有的参政员不同意。邓颖超就常反驳我，弄得我挺为难。”他也谈及周恩来：“他听我的发言，同意的就笑眯眯地点头说：校长讲得好。有的时候就笑笑不发言，尊重我，他是我的好学生嘛！”1941年，张伯苓加入国民党，介绍人为蒋中正。

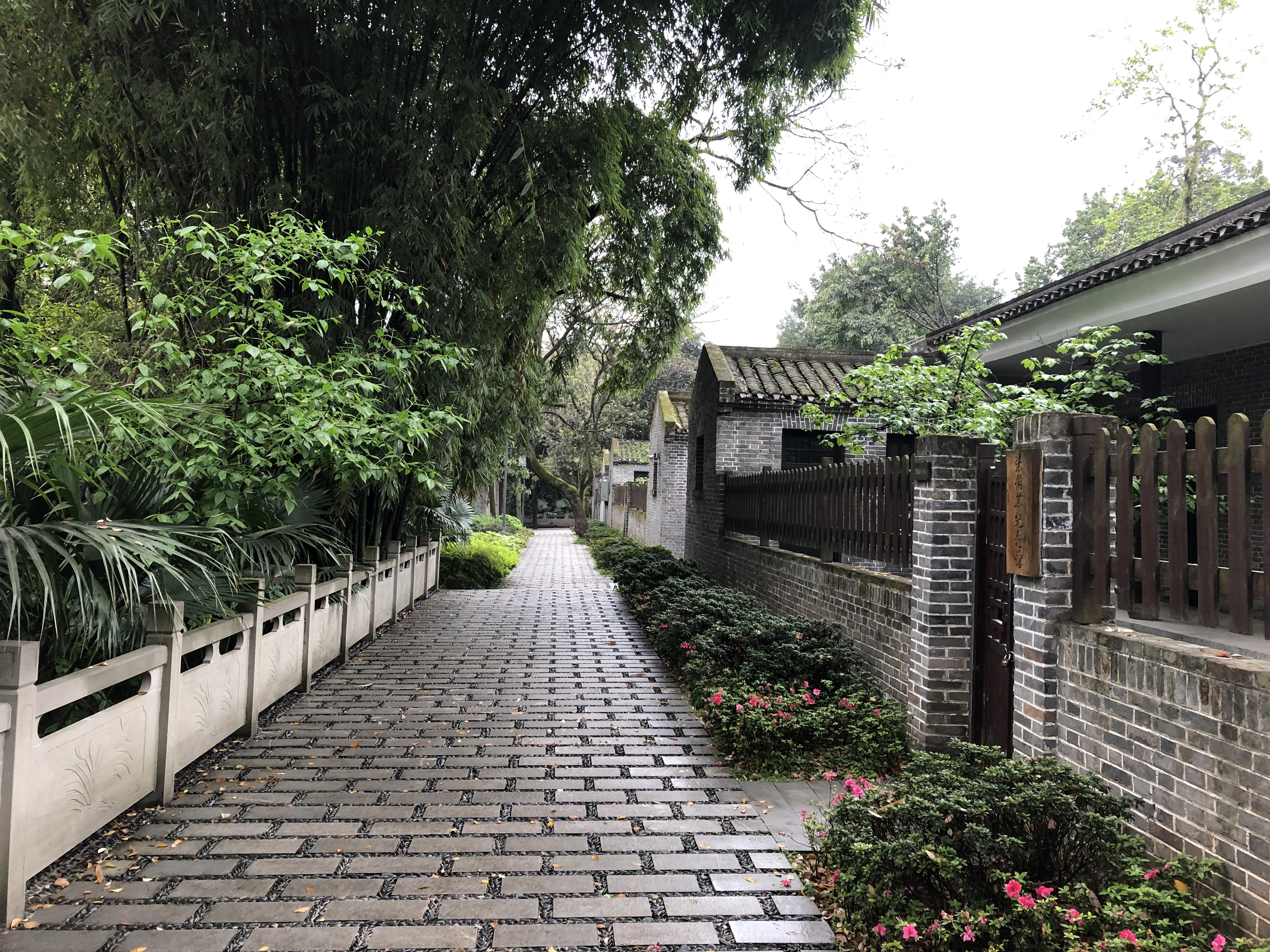
抗日战争、国共内战时期，国共政要曾到重庆津南村拜访张伯苓

1941年12月，日本偷袭珍珠港后，张伯苓认为美国参战会加速日本战败。而战后，南开大学将面临复校天津的问题，但受制于规模，教授人数与战前相比大为减少，“将来复校必感才荒”，须提前予以谋划。1942年2月13日，张伯苓拜会蒋介石并就南开复校问题进行了初步沟通。蒋介石仍本着「有中国即有南开」的诺言，同意南开大学复校时，与国立大学同等待遇。2月17日，张伯苓与邱宗岳、陈序经、杨石先、李卓敏、伉乃如五教授在寓所召开了南开复兴筹备会，此后半个月内又召开了三次南开复兴筹备会，商定了战后南开大学人才招聘、研究方向和筹集经费等问题。
1940年代，云南省政府决定修建石屏至佛海铁路，以连接滇越铁路。1942年4月28日，云南省政府建设厅厅长龚仲钧致函张伯苓拟委请南开大学实地调查研究。张伯苓立即写信给当时云南社会贤达缪云台争取承接调研活动，并因此获得资助在南开大学建立了边疆人文研究室。
1944年，南开建校四十周年暨张伯苓七十岁寿诞之际，各地南开校友为了表达对张伯苓校长的敬意，通过南开校友总会发起了“伯苓四七奖助基金”募捐活动，拟以40和70两个周年纪念年份之和从社会上募集110万元捐款，但因社会反响热烈，最终捐款总数远超预期，达600余万元，创造了当时中国教育捐款的最高新纪录。同时，国民政府为表彰张伯苓终身从教，授予其一等景星勳章。

### 国共内战时期

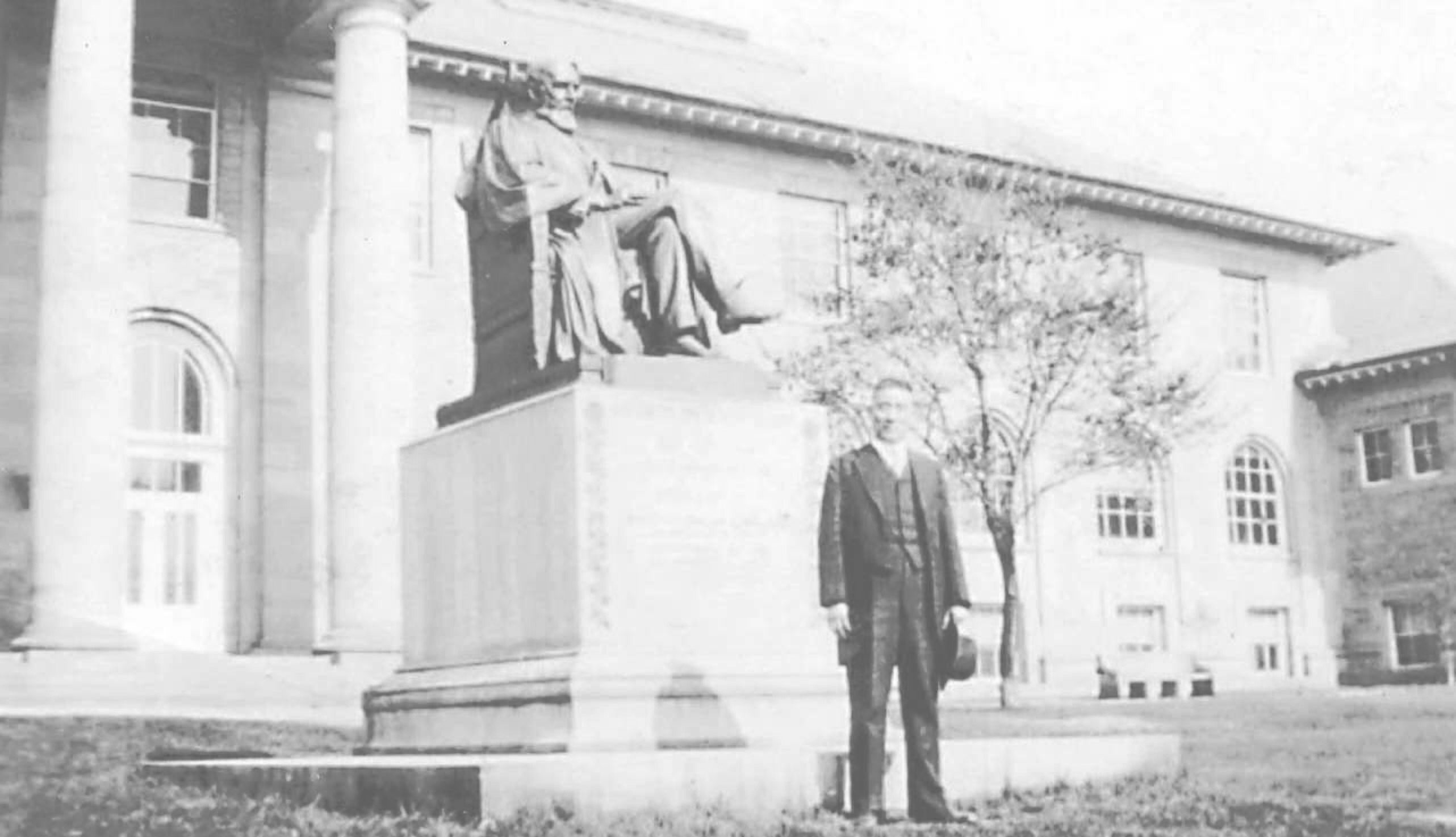
张伯苓1946年获哥伦比亚大学名誉博士，图为张在哥伦比亚大学的留影

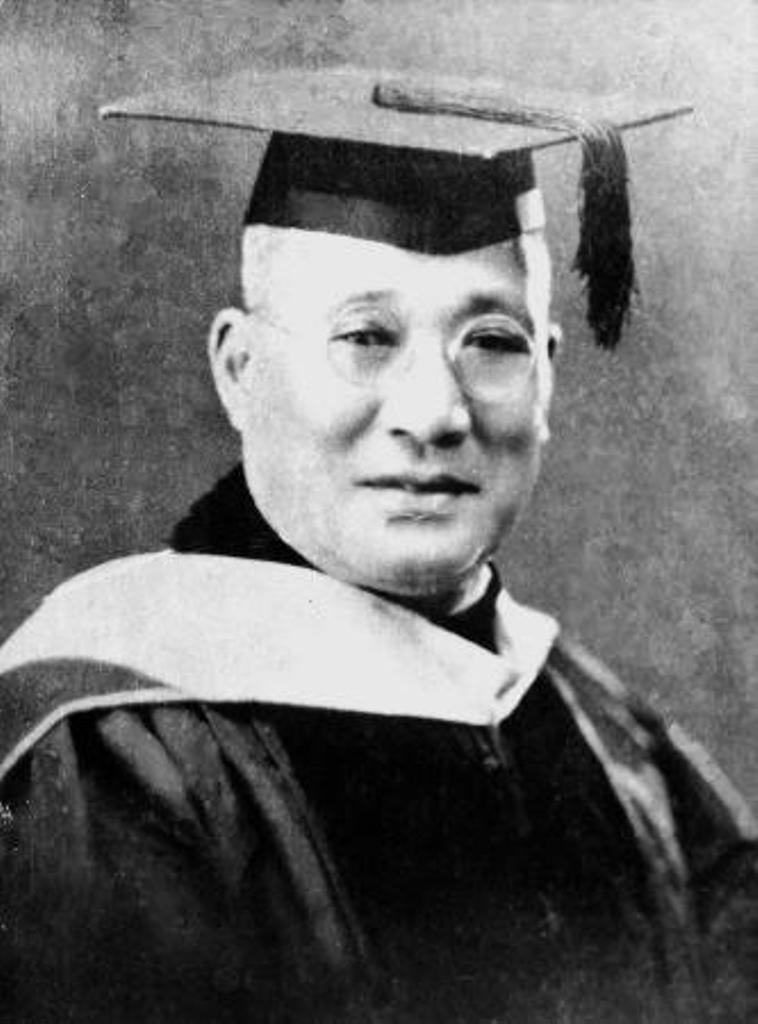
1946年张伯苓获哥伦比亚大学名誉博士

1945年，在中国国民党第六次全国代表大会上，張伯苓当选为中央監察委員。六大召开前夕，列入朱家骅与陈立夫联名向蔣中正推荐的98名“最优秀教授党员”之一。同年9月，毛泽东、周恩来到津南村寓所看望张伯苓。1946年6月4日，哥伦比亚大学第192次毕业典礼上授予张伯苓名誉博士学位。。1947年1月29日，美国加利福尼亚大学校长函告张伯苓，拟授予其名誉法学博士学位。1947年春天，张伯苓回到了天津，天津市各界人士逾3,000人在火车站迎接。8月28日，联合国教科文组织中国委员会成立，张伯苓担任委员。1947年11月24日，享有极高威望的张伯苓以132,217张选票当选为第一屆國民大會天津市代表，据称其“个人得票之多全国之冠”。当时，南京、平津一度传出张伯苓预备竞选副总统的消息。入选“行宪国大”主席团，在会上支持蒋介石当选总统。1948年5月1日，“行宪国大”一结束，张伯苓就飞往上海出席第七届全国运动会，担任裁判主席。1948年5月15日，运动会结束后，张伯苓回天津，南开为他举行返校节，补祝73岁寿辰。1948年6月，时任考试院长戴季陶再次请辞，蒋介石嘱天津市长杜建时转张伯苓电报一份，敦请张伯苓出任考試院院長，獲監察院投票同意。张伯苓于1948年7月乘飞机飞往南京，出任考试院院长。由于当时的教育部规定，国立大学校长不能同时兼职，但张伯苓在南开的声望无人能及，南开师生也不愿其离职，张氏本人也不愿意离开寄托其生命的事业。鉴于此，蔣中正认为可以打破规则，仍以张伯苓为校长，由经济学家何廉代理校务的方式解决此事，并面告当时的教育部长朱家骅照办。但朱家骅对张伯苓的教育理念另有成见，不愿张兼任南开校长。曾任南开学校教务主任的时任考试院秘书长雷法章致信黄钰生，认为南开可以援引蔣中正辞去中央政治大学校长职务后被聘为名誉校长之例解决这一问题。于是，陈序经、黄钰生等人遂发起挽留张伯苓并请其就任名誉校长的活动。1948年7月，张伯苓到南京就职后，见政治糜烂，心情很不愉快。1948年9月，天津市长杜建时将拟聘张伯苓为国立南开大学名誉校长，改派何廉代理校长一事告知正在北平的蒋中正。1948年10月20日，行政院正式发布张伯苓辞职、由何廉出任南开新校长的命令，并无如前所议张氏转任名誉校长一事，致何廉给朱家骅写信抗议，但未获回应。1948年年末，张伯苓以“体弱需静养”为借口，离开了南京的考试院，回到重庆沙坪坝南开中学津南村3号的寓所，深居简出。

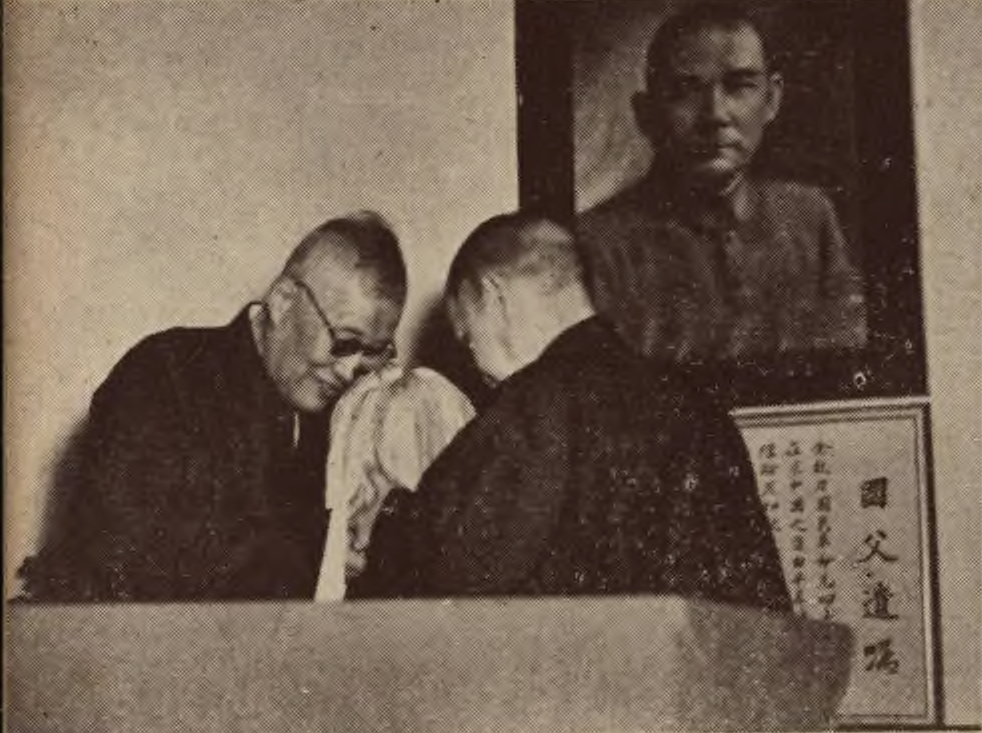
1948年考试院院长张伯苓与戴季陶交接印鉴

1949年，中国大陆政权更替之际，由于张伯苓具有较高的社会威望，国共双方均在争取张伯苓。周恩来通过在香港的南开校友王恩东辗转捎信给张伯苓，并在信中以在南开就读时的笔名飞飞写道：“老同学飞飞希望老校长不要动”，请其不要离开中国大陆。11月21日，蔣中正赴津南村3号看望张伯苓，当面提出请前往台湾，张拒绝并请求辞去考试院院长职位。11月23日，蒋经国拜访张伯苓，敦请他离开重庆。11月27日，蒋经国隨蔣中正访张伯苓。蒋氏父子再次拜访张伯苓，请他离开重庆，去台湾或美国；张伯苓婉言谢绝。蒋氏当面许诺：张氏只要走，什么条件都可以答应。可以在飞机上专设卧铺，家属均可随行。但未获张伯苓同意。蒋中正飞离重庆后，蒋经国再次催请张伯苓离开重庆：“给先生留下一架飞机，几时想走就几时走！”张伯苓终以“不愿离开南开学校，更不想离开祖国”为词婉拒。

### 1949年以后
张伯苓拒绝蔣中正的赴台邀请而留在中国大陆後，在政治上开始遭到冷遇。由于受到周恩来的庇护，张伯苓未像其他旧军政要员一样受到清算和审判。11月，中国人民解放军进入重庆，重庆政权更替。12月，张伯苓让教导主任编造清册、核查清算学校财产，把私立重庆南开中学、小学及幼儿园等学校捐给了重庆军事管制委员会，而天津地区的南开大学等南开系列学校也相继收归国有。
1950年初，居住在重庆南开中学津南村的张伯苓受到了重庆军管会的压力。1950年3月，张伯苓给周恩来写信表达了想回到天津居住的北归心情，周恩来批示“允其北归”。5月4日，在周恩来关照下，张伯苓和夫人得以离开重庆津南村居所，搭乘军用运输机先行飞抵北京，周恩来和傅作义亲往机场迎接。在北京的数月内，张伯苓夫妇一直住在傅作义的一处私人住宅内。张伯苓次子张锡羊要求张伯苓“为了南开，为了家人”写个拥护新政权的表态材料，张氏则以要对中共新政权再看一看，他不同意“才和蒋先生分手就和共产党一样骂蒋先生”，“需要多想一想”，此举成为此后张伯苓在南开学校受到冷遇的原因之一。
1950年暑期，张伯苓希望回天津到南开大学暂住一段时间，特意征求中共南开大学党支部意见，但未得到任何答复。9月15日，张伯苓启程回津，临行前一天，周恩来在中南海西花厅为其饯行。张伯苓将严修的照片赠予周恩来，周表示：“我在欧洲时，有人劝严老先生说，不要帮助周恩来了，他参加了共产党，老先生说，人各有志。他是清朝的官，能说出这种话，我很感激。”了解到张伯苓回到天津后可能受到天津当局的压力，当即表示将写信告知天津市政府具体情况。回到天津后，张氏一家人先后落脚南海路和宁家大楼，在南海路时曾被天津的警察监视，直到周恩来的信送达后才撤掉警察。张氏一家在宁家大楼住了很短一段时间，就又搬去大理道37号卢木斋之子卢开源的私宅。10月，南开学校校庆来临之际，張伯苓前去参加有关庆祝活动，但南开中学当局不允许他进入校园，而南开大学也只安排他在相关活动中坐在一般席位，未给予其礼遇。

### 逝世
1951年2月14日，农历正月初九，卢木斋之子卢开源来看望张伯苓，告诉张氏北京方面准备请张伯苓出任全国政协副主席。张很高兴，下午6点多亲自送卢到户外，当天天气很冷，晚间张伯苓突患脑栓塞，延至23日病逝，享年75歲。在张伯苓生命垂危之际，南開校友會會長閻子亨提议代張伯苓立遺囑。黃鈺生获大家公推代笔，遗嘱经黃鈺生草就之后，由南開大學中文系教授張清常潤色并定稿。遺囑全文如下：
一八九七年，余憤于帝國主義之侵略，因嚴范孫先生之啟發，從事教育，五十年來，矢志未渝。凡余所致力而未逮之科學教育、健康教育、愛國教育，以允公允能，日新月異，與我同學共勉者，今將在人民政府之下，一一付諸實施。余所嘗效力之南開大學、南開中學、重慶南開中學，在人民政府之下，亦將積極改造，迅速發展。今日之人民政府為中國前所未有之廉潔良好政府，其發展生產、友好蘇聯之政策，實為高瞻遠矚，英明正確之政策。凡我友好同學，尤宜竭盡所能，合群團結，為公為國，擁護人民改府，以建設富強康樂之新中國。無限光明遠景，余將含笑待之。友好同學，務共努力。
3月4日，张伯苓遗体出殡时采用基督教仪式，安葬在天津吴家窑永安公墓，送葬者约两千余人。

## 悼念与纪念

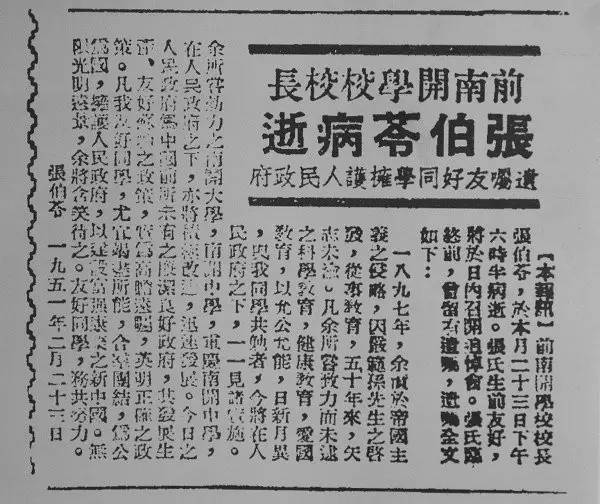
1951年2月26日《天津日报》关于张伯苓病逝的简讯

1951年2月24日，周恩来到天津出席志愿军第20兵团的军事会议，一到天津就来到张伯苓的家吊唁、敬送花圈，缎带上写着:“伯苓师千古！学生周恩来敬挽”。2月26日，《天津日报》以“前南开学校校长张伯苓病逝，遗嘱友好同学拥护人民政府”为题刊登了一则简讯外，此后数十年中，中国大陆报刊对张伯苓几乎毫无报道。張伯苓逝世后，南开学校校友、时任中央人民政府政务院总理周恩来亲自吊唁了张伯苓，对张伯苓的评价提出“看一个人应当依据他的历史背景和条件，万不可用现在的标准去评论过去的人。张校长在他的一生中是进步的、爱国的，他办教育是有成绩的，有功于人民的。人民政府对张校长十分关心，对他寄予希望。他突然去世，十分可惜。”，但大多数人受到当时政治环境的影响仍在观望，怕受株连。
当时，台湾方面对张伯苓的逝世也颇为关注，流传着另外一个版本的张伯苓遗嘱，但被张伯苓长子张希陆证实为假托之名伪造。1951年2月27日，得知张伯苓病逝的蔣中正在其日记中写下了“痛悼无已”的字句。同年3月31日，南開旅臺校友會與中国国民党中央改造委员会等團體在臺北的北一女中为张伯苓举行了隆重的公祭典禮，由蔣中正親臨主祭，並亲写輓聯“守正不屈，多士所宗”；王寵惠、陳誠、王世杰、張厲生、章嘉等張氏的好友皆參加典禮。
与台湾方面的隆重悼念不同，4月8日，天津南开女中礼堂举行了小规模的张伯苓追悼会，不热烈也不悲壮，反而十分零落冷清，由于没有向社会披露，以致很少有人知晓。追悼会在南开大学教授司徒月兰的钢琴声中开始，南开校友、追悼会主席阎子亨宣读了张氏遗嘱。黄钰生致悼词，喻传鉴、李烛尘、中国科学院副院长陶孟和、杨石先先后发言追思。一年后，喻传鉴在重庆主持召开了张伯苓追悼会，同样冷清。由于张伯苓生前曾有“愿故后埋葬在南开大学校园内”的遗愿，因此，第一场天津的追悼会结束后部分人就此事进行了讨论。最终，中共南开大学党支部表示，现在南大的同学与张伯苓的关系不深，同学们认为南大是人民的，不是张伯苓的，因此最好不要葬于南大。因此，张伯苓逝世后先葬于天津吴家窑地区的永安公墓，后因该地建设迁至天津东郊杨家台祖坟，1962年张伯苓夫人逝世后，二人合葬于天津北仓第一公墓。1975年火化后，两人骨灰置于长子张希陆北京的家中。1979年在天津水上公园烈士陵园举行了张伯苓的骨灰安放仪式，后迁再次至北仓烈士陵园。最终，在官方对张伯苓重新给予极高的评价后，1989年10月16日，张伯苓及夫人的骨灰迁至南开大学中心花园，安放于张伯苓铜像下方。
改革开放后，政治运动趋于缓和，张伯苓在中国大陆的禁忌与敏感被打破，对张伯苓的纪念和研究也逐步兴起，21世纪后则逐渐升温，已经成为近代教育领域的研究热点。目前，每年南开大学都会在清明节前夕组织进行纪念活动。

## 教育思想与实践
张伯苓是中国近代重要的教育家，先后创办私立南开中学（今天津市南开中学）、南开大学、南开女子中学（今天津市第二南开学校）、南开小学、重庆南开中学、重庆南开临时小学等，接办了自贡蜀光中学，形成了南开系列学校。除创办和管理南开系列学校外，张伯苓还曾兼职参与管理其他学校，如曾担任清华学校教务长、清华学校大学部（今清华大学）筹备顾问，代理直隶女子师范学校校长，受聘任齐鲁大学董事长、中山大学筹委会委员、北京协和医学院董事，接管章瑞庭创办的章氏私立小学两所，担任东北大学校董会委员、派员支持东北大学管理，参与创办国立西南联合大学并担任常务委员等。虽然在南开系列学校任校长期间，张伯苓曾兼职或代理管理过其他学校，但始终拒绝离开南开学校而专职担任其他学校校长职务。如蔣中正曾希望张伯苓任四川大学校长，被张以“在先与严范孙先生有誓约，愿终身办理南开”的理由婉拒。张伯苓一生专注兴办教育，有丰富的教育实践经验，形成了系统化的教育思想。在办学过程中张伯苓坚持爱国主义办学思想和实践，强调德、智、体、美四育并进，张伯苓在中国近现代教育发展进程中具有重要的地位与作用，21世纪后，学术界对张伯苓教育思想的研究逐步升温，逐渐成为学术界对教育领域研究的热点。

### 公能教育
南开学校创办之初，南开“校父”严修即提出了“尚公”“尚能”的主张，张伯苓亦在多次演讲中提倡，并在办学过程中始终坚持公、能两个维度的教育。1934年，在南开学校创办30周年校庆纪念会上，张伯苓正式宣布以“允公允能”作为南开学校的校训，意在培养学生既有“爱国爱群之公德”，又有“服务社会之能力”。后来，又将1919年创作的南开校歌中的“月异日新”吸纳进来，扩充为“允公允能，日新月异”的八字校训，又被称为“公能”校训。张伯苓自己对公能校训的解释是：“允公是大公，而不是小公，小公只不过是本位主义而已，算不得什么公了。惟其允公，才能高瞻远瞩，正己教人，发扬集体的爱国思想，消灭自私的本位主义。”“允能者，是要作到最能，要建设现代化国家，要有现代化的科学才能，而南开学校的教育目的，就在于培养有现代化才能的学生，不仅要求具备现代化的理论才能，而且要具有实际工作的能力。”“所谓日新月异，不但每个人要能接受新事物，而且要成为新事物的创始者；不但要能赶上新时代，而且要能走在时代的前列。”
学者认为张伯苓所提出的“允公允能，日新月异” 的教育理念是以中国传统为本，融合中西价值观解决中国大学发展实际问题的过程中所诞生的南开精神，是对中西文化的选择与融合。“公能”校训作既是对于教育本质的探索，也是对教育方法的把握。

### 德育教育

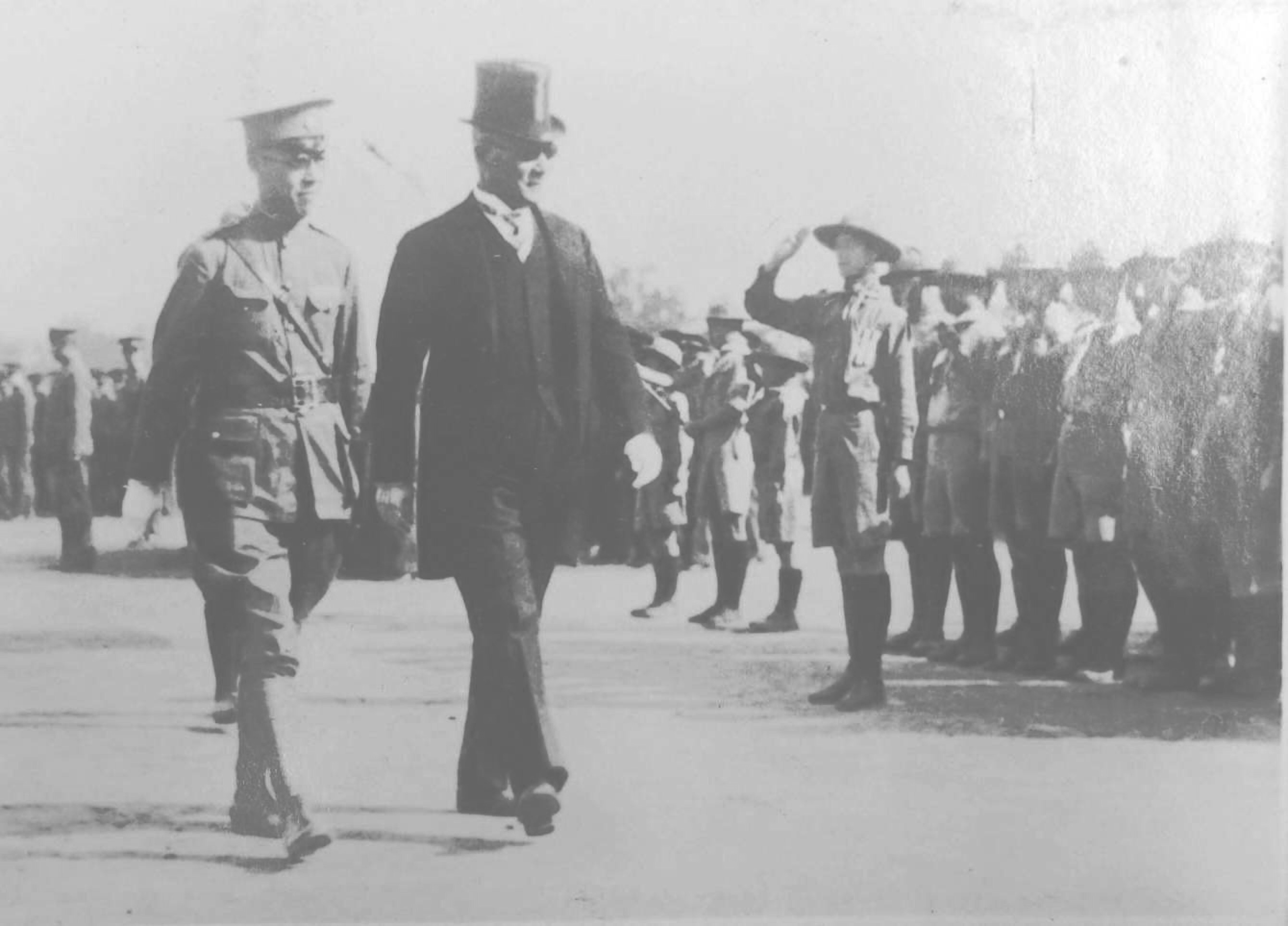
张伯苓检阅参加军训的南开学生

张伯苓的德育思想及其实践在中国近现代德育思想史上具有独特地位。
张伯苓提出“以德育为万事之本”，强调“教育范围，绝不可仅限于书本教育、知识教育，而应特别注重于人格教育、道德教育”。因此，德育思想在其整个教育思想体系中具有核心性的地位。
在张伯苓的德育思想中，德育目标确定的立足点是如何“医治”当时中国的“愚”、“弱”、“贫”、“散”、“私”五大弊病。张伯苓认为，“上述五病，实为民族衰弱招侮之主因，苓有见及此，深感国家缺乏积极奋发、振作有为之人才，故追随严范孙先生，倡导教育救国，创办南开学校。其消极目的，在矫正上述民族之病；其积极目的，为培养救国建国人才，以雪国耻，以图自强。”而五种弊病中，张伯苓认为“私是五大魔之首”，因此，他提出了德育的目标，即“培养学生爱国爱群之公德，与夫服务社会之能力”，造就具有“现代能力”的人才。
在爱国爱群的公德教育实践方面，1935年9月17日，南开学校举办新学年始业式正逢日军从东北向华北入侵之际，张伯苓发表了《认识环境，努力去干！》的演说，提出“你是中国人吗？你爱中国吗？你愿意中国好吗？”，令南开大学新老同学自省。这在日后被称为张伯苓的“爱国三问”。

### 体育教育与奥林匹克
张伯苓认为学校体育教育对个人身心发展、民族复兴、国家繁荣的重要意义，在中国近代教育史上具有一定的开创性，对中国近代学校体育的发展具有重要的理论意义。他认为，造成中国近代落后的原因有多个方面，其中一个重要方面就是“弱”：“重文轻武，鄙视劳动。鸦片之毒流行，早婚之害未除。因之民族体魄衰弱，民族志气消沉。” 因此，他认为“强国必先强种，强种必先强身” 。张伯苓认为，学校体育是学校教育中重要的、不可或缺的组成部分，学校的领导者应当高度重视学校体育，他指出：“教育里没有了体育，教育就不完全。我觉得体育比什么都重要。我觉得不懂体育的，不应该当校长。”
在实践方面，时任国立北京大学校长的胡适曾在1947年撰写的《教育家张伯苓》一文中写道：“除了教会学校外，体育办得最好、最出名的是南开学校。南开学生在华北、全国及远东奥林匹克体育运动会上都获得过奖牌。自1910年起，所有的重要运动会都聘请张伯苓为总裁判。”1907年10月24日，天津青年会第5届学校运动会闭幕，在颁奖仪式上，张伯苓以奥林匹克为题，发表演说称：此次运动会的成功，使我对吾国选手不久将参加奥运会充满希望。同时，他还建议中国筹建奥运会代表队，争取及早参加奥运会。1908年8月，张伯苓奉派赴美国华盛顿参加第四次世界渔业大会。会后，他顺道考察了欧美教育，并观看了当时英国伦敦正在举办的第四届夏季奥林匹克运动会。1932年，当时的满洲国政府要求东北大学体育系的刘长春代表满洲国参加1932年洛杉矶奥运会，刘长春则在《大公报》发表声明作为中国人决不代表满洲国参赛。当年，中国政府没有参赛计划，张伯苓则直接向洛杉矶奥组委发送紧急电报为刘长春报名，促成了中国人的第一次参加奥运会。
2019年7月，南开大学举办了“张伯苓体育思想研究”的讨论会和“以体育人”张伯苓体育思想高峰论坛，以纪念张伯苓的体育思想与实践。

### 学校管理与经费筹措
张伯苓的大学管理思想体现于近代南开大学创办的实践，经济学家何廉曾评价：“张伯苓是出类拔萃的创业人才与管理专家”。“私立非私有”的理念是张伯苓大学管理思想形成并不断深化的基础，张伯苓治理学校期间，为学校募款数百万元，南开教授的工薪一涨再涨，最高的已达月300元，但张伯苓的工资却一直定格在100元的水平。张伯苓大学组织管理思想的基本价值是民主治校、校务公开；在教师管理思想上，张伯苓提倡大师办学、尊重教师；学生管理思想的目标追求是自觉自治、全面发展。
在教育经费筹措方面，张伯苓具有极强的社会活动和动员能力，自创办之初至1927年，私立南开大学的办学经费主要靠张伯苓向个人、非政府组织募集的捐赠，来自南洋烟草公司、谭真工厂、徐世昌、李秀山、王仲希、蔡虎臣、袁伯森、阎锡山、陈光远、黎元洪、李炳麟、严范孙、梁士诒、周自齐、王占元、沈庆辉、李组绅、袁述之、靳云鹏、许静仁、金伯平、丁美英、施雷德、何庆成、卢木斋、李兴臣等个人、非政府捐款1274183元，所占比例为84.11%；洛克菲勒基金会、中华教育文化基金会共捐款220864元，占14.57%。由于张伯苓办学经费的募捐的对象包括军阀及政客，也遭到当时青年学生等质疑。张伯苓则认为自己所做的是进步的事业，没有错误，那些富翁之钱是盘剥搜刮人民的，将其引入教育事业是有益的，因此大度而生动地回应：“美丽的鲜花，不妨是由粪水浇出来的。”
在抗日战争结束后，私立南开大学进入国立化进程，张伯苓围绕办学自主权与资源获取与国民政府展开博弈，一方面顺应形势，拉拢蔣中正、积极参与政治、调整办学理念。另一方面，则坚持南开大学的私立属性。

## 评价
张伯苓去世后，因其曾在中華民國政府任职及与蔣中正私交等缘故，海峡两岸对其评价一度两极化。台湾方面，随中華民國政府迁台的南开校友以纪念集、悼文、传记和专著等纪念张伯苓办学功绩，每逢张伯苓逢十诞辰举行纪念活动；中国大陆方面，在改革开放前，张伯苓的名字一度成为禁忌。随着中国大陆政治运动不断，南开大学各院系批判张伯苓的调门日益高涨，称其“公、能教育旨在升官发财，为蔣中正服务”、“其办学是搞改良主义”等。更有甚者，南开大学的教师曾被要求逐一表态，即便曾与张伯苓共事的南开老教工发出反对批判张伯苓的“不和谐之声”也被淹没。1960年南开大学校方编印的《南开大学校史》对张伯苓予以全面否定。直至1980年代，改革开放以后，中国大陆官方重新评价并肯定张伯苓，海峡两岸对张伯苓的评价趋于一致：张伯苓不仅是南开的旗帜，也是中国近代教育领域一个颇为独特的成功者。

### 去张伯苓化

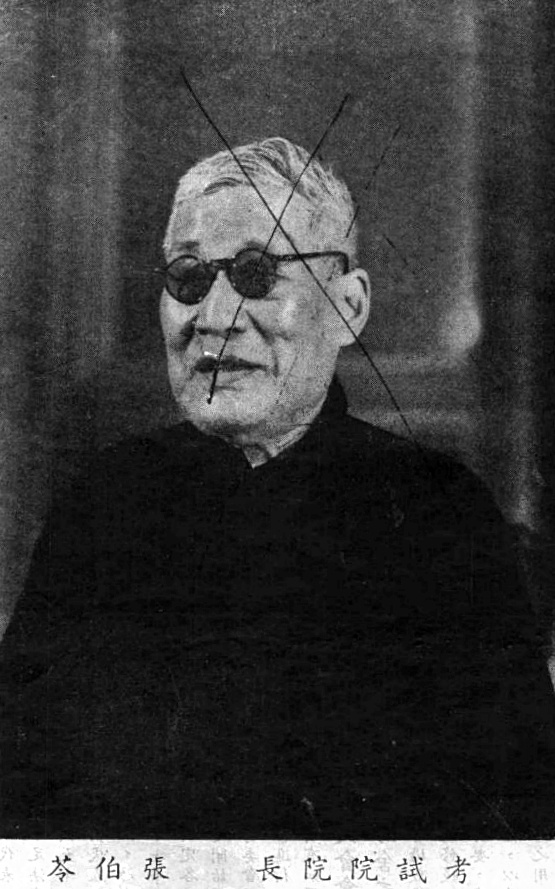
张伯苓出席1948年首届国民大会时的照片，后被人涂抹打叉

20世纪50年代初，私立天津南开中学、私立天津南开女中、私立重庆南开中学均被政府收管，分别更名为天津市立第十五中学、天津市立第七女子中学和重庆市立第三中学，数字序列的校名取代原有“南开”字样的校牌。南开系列学校内均不再出现张伯苓的印迹。南开校歌、青莲紫校色、“允公允能，日新月异”的校训与张伯苓一度成为“旧南开”象征，被刻意淡化处理。南开学校官方凡谈及南开校史都不再提及张伯苓，只有严修一人创办南开。
1952年，经过院系调整的南开大学召开了新南开大学成立大会，违背了张伯苓建设文、理、工、商四科多元、协调、互补的综合性大学的办学规划，一度萎缩成了仅有数学、物理、化学、生物、哲学、中文、历史、外文、经济9个系的文理科大学。
文化大革命期间，红卫兵踏平了张伯苓夫妇的墓地，砸毁了墓碑。张家后人拣出尸骨火化，将骨灰只能放在家中壁橱内。曾任全国政协常委的张伯苓孙女张媛贞悲叹：“从那时起我的祖父母就死无葬身之地了。”

### 纪念活动

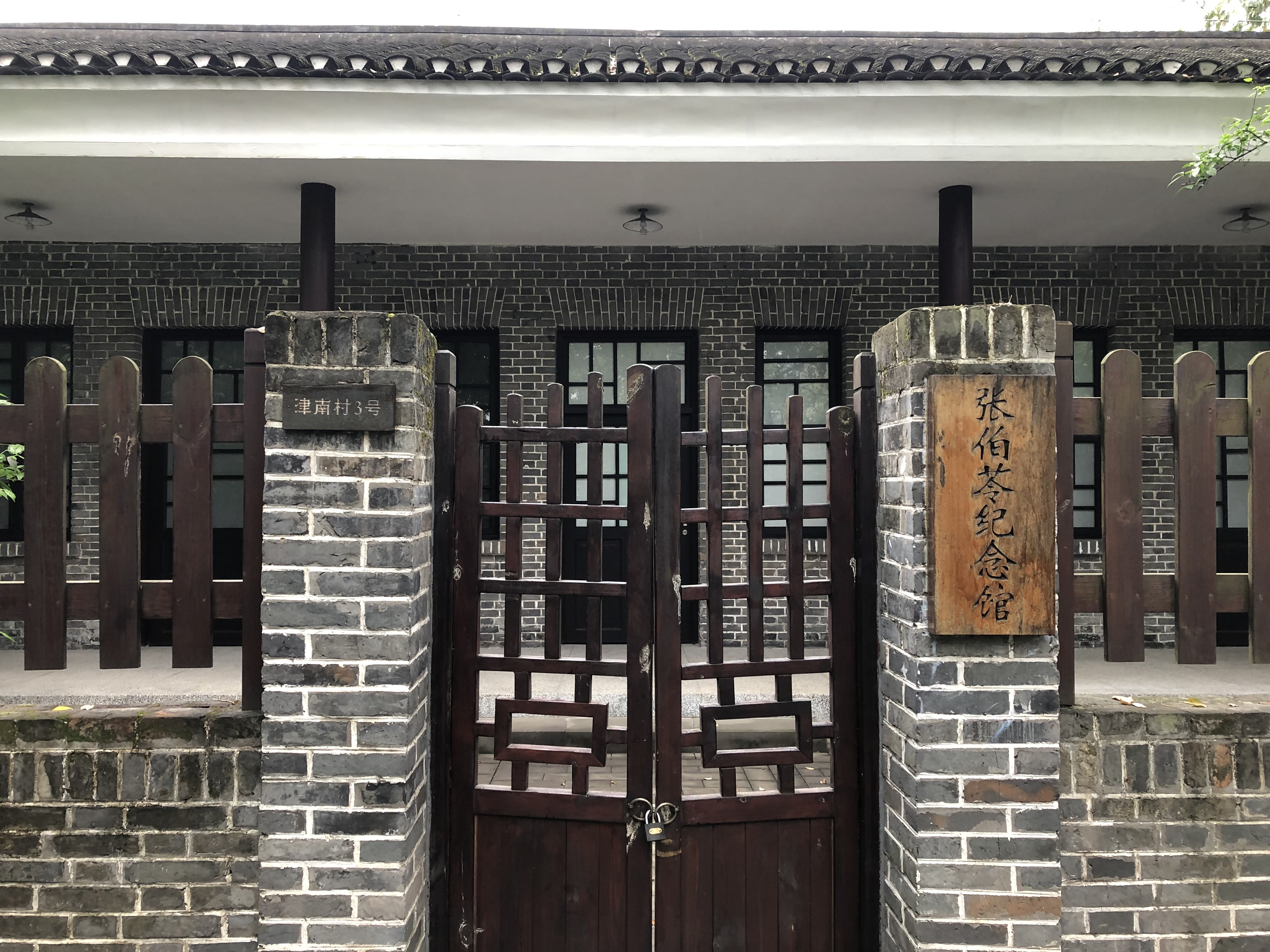
重庆沙坪坝南开中学校内津南村3号，曾为张伯苓故居，现为张伯苓纪念馆

1975年4月5日，蒋中正去世当天清晨，曾向蒋经国过问张伯苓的百年诞辰相关事宜。当天，張伯苓百歲冥誕紀念茶會於臺北的中山堂舉辦，時任行政院院長的蔣經國以及時任副總統嚴家淦、南開旅臺校友及師長等各界500餘人親自出席茶會，時任總統的蔣中正則特頒「碩學高風」匾額。蔣經國在會中讚揚張伯苓一生為國育才，對中國教育界貢獻極大，並表示張伯苓「非但是南開大學的校長，更可以說是全國學校的校長」。
1979年10月15日，天津市举行张伯苓骨灰安放仪式，全国政协、中共中央统战部、中共天津市委和市革命委员会送了花圈。1981年，南开大学的哲学社会科学刊物《南开学报》（第1期）刊发《爱国的教育家张伯苓》长篇学术论文，这是中國大陸在“文化大革命”后最早最全面论述张伯苓创办南开及其教育思想历史贡献的文章。同年，《新华文摘》第5期转载了这篇文章。
1986年4月5日，全国政协和国家教育委员会经中共中央批准，在南开大学召开张伯苓诞辰110周年纪念大会，是中国大陆官方首次大规模举办张伯苓纪念活动。周恩来夫人、时任全国政协主席邓颖超以学生的名义为纪念会敬献缎带写着“深切缅怀张伯苓校长”的花篮，时任国务院副总理兼国家教育委员会主任李鹏发表题为《纪念爱国教育家张伯苓先生》的讲话，给予张伯苓极高的评价。

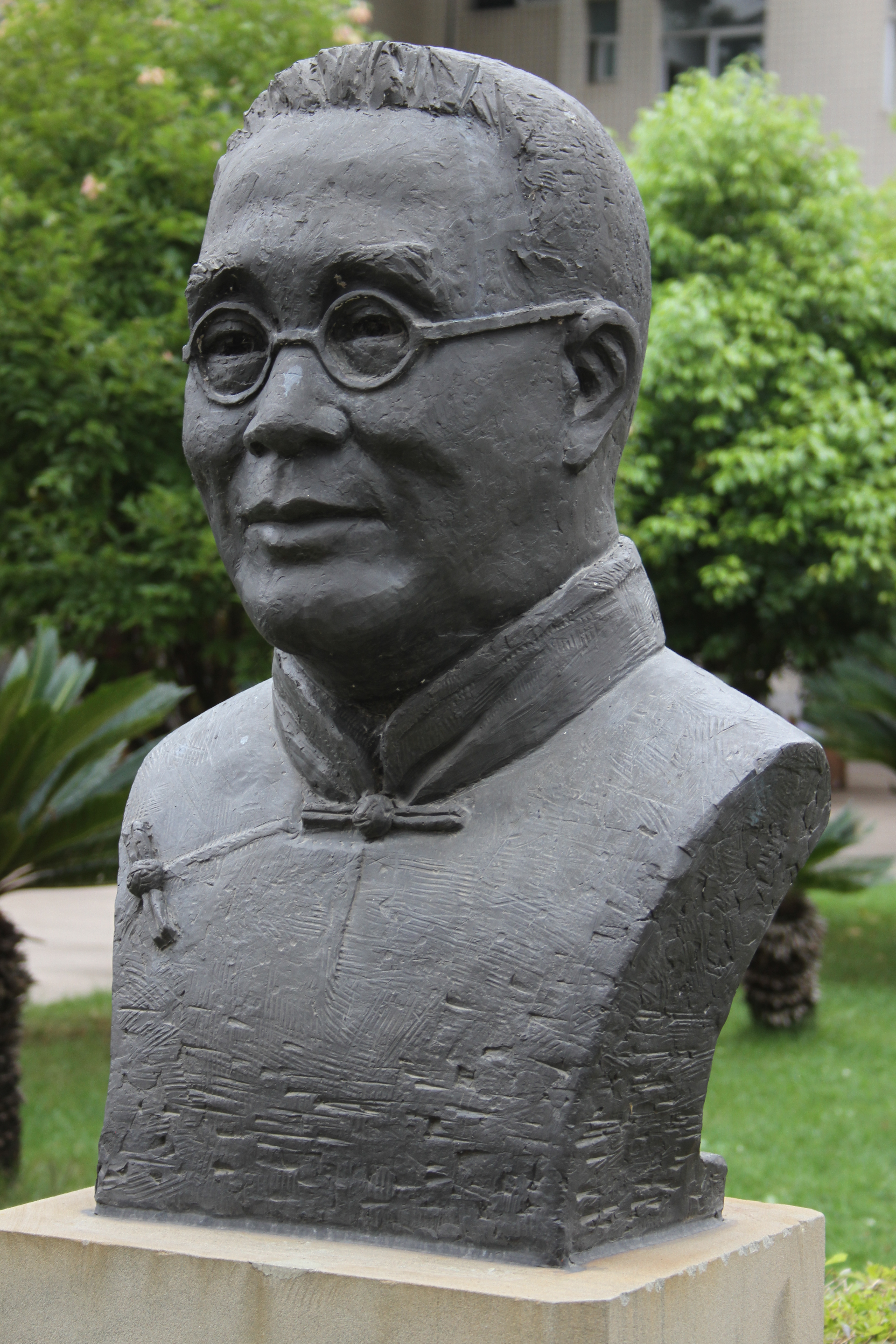
国立西南联合大学旧址（云南师范大学）内的张伯苓铜像

2004年，南开学校建校100周年之际，多部纪念张伯苓的图书出版，中国中央电视台拍摄播出了电视剧《张伯苓》。
2008年，北京奥运会举办之际，因张伯苓在中国最早倡导奥林匹克，因而掀起了一阵纪念张伯苓与奥林匹克运动的热潮。时任国际奥委会主席雅克·罗格为《中国奥运先驱张伯苓》一书所作的序言中写道：“这个首次在北京举办的盛会，将圆一个中国人——张伯苓先生一个世纪以前表达的梦想，那就是看到他的祖国成为奥林匹克事业的一部分。” 
2019年，南开大学建校100周年之际，再次出现纪念张伯苓的热潮，《别有中国》等多部纪念张伯苓的图书出版和再版，中央电视台和天津广播电视台联合拍摄了纪录片《有个学校叫南开》。

### 著作、文集
1946年，在美国的燕京大学前校长、美国驻华大使司徒雷登，副大使恒安石的父亲恒慕义以及哈佛大学、加州大学、辛辛那提大学、芝加哥大学等校的多位教授撰文纪念张伯苓七十诞辰，编纂成文集《另一个中国》（There Is Another China），其中也收入了胡适写的《教育家张伯苓》，司徒雷登为该书撰写了导言。1948年，该书由哥倫比亞大學出版社出版。2019年4月，南开大学翻译并出版了该书的中文版，中文译名定为《别有中华：张伯苓七十寿诞纪念文集》，中文版除对原文内容作注释、补充作者情况简介外，并附1948至1949年的英文书评7篇。
在专著方面，研究张伯苓教育思想的专家梁吉生先后出版了《张伯苓年谱长编》、《张伯苓私档全宗》、《张伯苓的大学理念》、《张伯苓画传》与《张伯苓教育智慧格言》，较为系统且全面地阐述了张伯苓的教育思想，引起学界极大的反响和共鸣。1984年，南开大学出版社出版了《张伯苓教育言论选集》，是张伯苓教育思想言论和著述的汇辑。2007年12月和2008年7月，北京奥运会前夕，人民出版社先后出版了《中国奥运先驱张伯苓》《中国奥运第一人：张伯苓的故事》，肯定了张伯苓在兴办教育的同时倡导奥林匹克运动、追求奥林匹克理念的实践。其中，梁吉生主编、人民教育出版社出版的《张伯苓年谱长编》，全面、客观、学术性地展现了张伯苓的一生，被国家新闻出版总署列为为“十一五”国家重点图书出版规划项目。
2016年4月，张伯苓三子张锡祚写于1963年的《四十三年回忆录——故南开大学校长张伯苓先生传》在南开大学档案馆、南开大学校史研究室共同整理、校注后以《先父张伯苓先生传略》的书名由南开大学出版社正式出版，从家人的角度叙述了近距离观察到的张伯苓的思想与行为，为研究张伯苓教育思想的学者提供了另一个的视角。南开大学校史研究室相继出版了《巍巍我南开大校长：纪念张伯苓先生》，收录了南开系列学校发展中的亲历者撰写的近六十篇纪念张伯苓先生的文章，回顾了张伯苓先生对南开的历史贡献。此外，学者周利成出版的《张伯苓全集（全10卷）》、唐澜波出版的《中国教育大家、爱国教育家：张伯苓》等专著。

### 纪念雕像及建筑

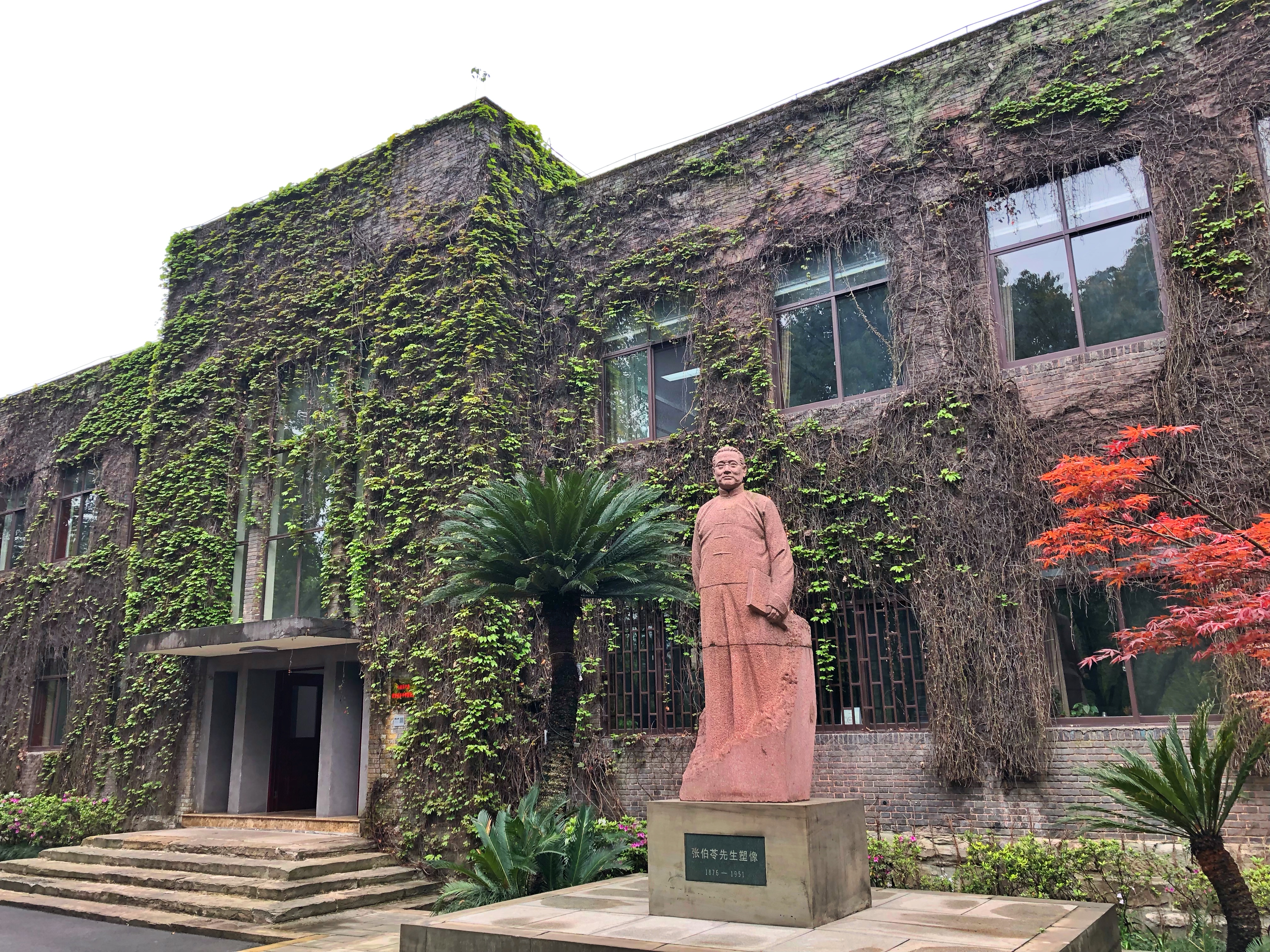
重庆南开中学校园内的张伯苓先生塑像

南开大学、天津市南开中学、重庆南开中学、国立西南联合大学旧址等校园内均设立有张伯苓雕像以资纪念。南开大学、南开中学均有以张伯苓命名的伯苓楼。1999年，南开大学校园内建成伯苓楼，天津市南开中学将校内建于1906年的东楼更名为“伯苓楼”。2004年10月，天津市南开中学前的翔宇公园内兴建了严修、张伯苓和周恩来三座铜像，同年，自贡曙光中学建造了伯苓亭。2013年10月16日，天津市南开中学校园内由校友捐建的严修、张伯苓两座铜像落成。
此外，台湾明道大學因张伯苓被誉为有志于终身奉献教育工作者的典範，故将该校行政中心命名为伯苓大楼。

### 文学作品
2005年8月，电视剧《张伯苓》在中国中央电视台播出。2017年，历史人文纪录片《有个学校叫南开》在中央电视台、天津电视台先后播出。

## 家庭
张伯苓祖父张虔，国学生，因屡试不第而致疯狂病逝，享年38岁。张伯苓父亲张云藻，字久庵，为独生子，早年考科举不中，但酷爱音乐及骑射，家人便依其爱好，延聘名乐师教授，其精通各种乐器，尤擅弹奏琵琶，天津人称“琵琶张”，家道中落，在几处塾馆教书为生。张久庵年轻时先娶妻胡氏，病故。续娶杨氏，张久庵43岁时得子张伯苓。
胞弟张彭春，字仲述，中华民国驻联合国代表，曾在南开大学、清华大学和哥伦比亚大学任教。
张伯苓1895年曾娶宜兴埠安氏，但婚后5日，安氏因肺结核去世。次年，张续娶王淑贞为妻，一般被称为王夫人。二人共计生育七个儿子、一个女儿，但是最后只有四个儿子长大成人。除四子死于抗日战争时期外，其余三子均在文化大革命时期受迫害。张伯苓曾言“私立非私有，留德不留财”，日后被总结为张氏家训。
张伯苓长子张希陆，原名张锡禄，生于1901年，数学家，於文化大革命期间遭受迫害，身心受到严重摧残以致晚年卧病在床，1988年辞世。次子张锡羊，出生于1907年，商人，文化大革命遭受迫害去世。三子张锡祚，生于1908年，會計，文化大革命時身受迫害，於1976年前後去世。四子张锡祜，生于1913年，运动员，1937年，前往轰炸日军出雲號裝甲巡洋艦時，在江西南昌坠机殉国。
张伯苓嫡孙张元龙，生于1948年，张锡祚之子，曾任第十一届、第十二届全国政协常委、全国工商联副主席，天津市人大常委会副主任、天津市工商联会长。张伯苓孙女张媛贞，曾任全国政协常委、民革中央常委、民革江苏省委副主委、江苏省政协副秘书长、南京大学生命科学院教授，2020年1月8日在南京病逝。